# Gebrochene Brownsche Bewegung

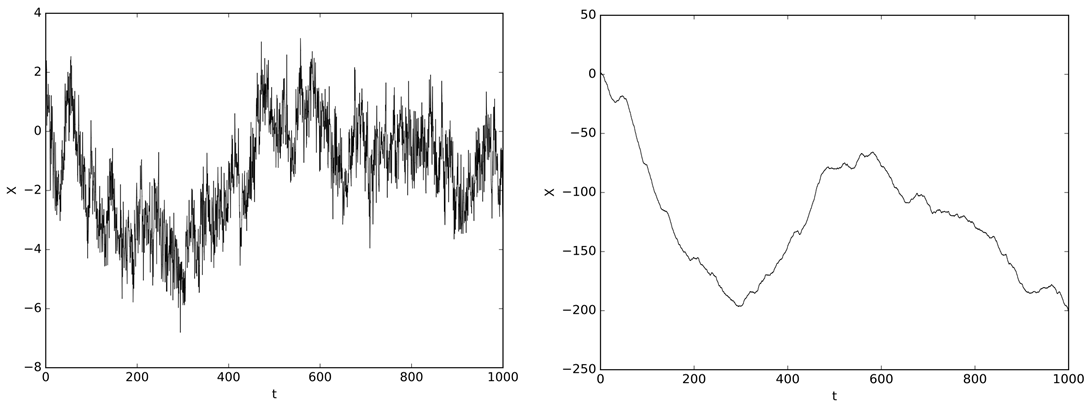
Simulierte Pfade einer gebrochenen Brownschen Bewegung mit H=0.15 (links) und H=0.95 (rechts).

Die gebrochene Brownsche Bewegung oder auch fraktionale Brownsche Bewegung ist eine Klasse von zentrierten Gauß-Prozessen {\displaystyle (X^{H}(t))_{t\geq 0}}, welche durch die folgende Kovarianzfunktion charakterisiert sind:
{\displaystyle E[X^{H}(t)X^{H}(s)]={\frac {1}{2}}(t^{2H}+s^{2H}-|t-s|^{2H}),}
wobei H eine reelle Zahl in (0, 1) ist. H wird häufig der Hurst-Parameter genannt. Für H=1/2 ist die gebrochene Brownsche Bewegung eine eindimensionale Brownsche Bewegung.

## Eigenschaften

### Selbstähnlichkeit
{\displaystyle X^{H}} ist selbstähnlich. Genauer gilt, dass die Prozesse {\displaystyle (X^{H}(ct))_{t\geq 0}} und {\displaystyle (c^{H}X^{H}(t))_{t\geq 0}} für jedes feste c > 0 dieselbe Verteilung besitzen.

### Stationäre Inkremente
Aus der Darstellung der Kovarianzfunktion folgt direkt die Beziehung
{\displaystyle E[(X^{H}(t)-X^{H}(s))^{2}]=|t-s|^{2H},\quad t,s\geq 0.}
Insbesondere sind die Inkremente also stationär.
Außerdem gilt:
- falls H = 1/2, so hat der Prozess unabhängige Inkremente;
- falls H > 1/2, so sind die Inkremente positiv korreliert;
- falls H < 1/2, so sind die Inkremente negativ korreliert.

### Pfadeigenschaften
Die Pfade der gebrochenen Brownschen Bewegung mit Hurst-Parameter H sind Hölder-stetig mit Index {\displaystyle \alpha } für jedes {\displaystyle \alpha <H}.

### Stochastische Integration
Es ist möglich, stochastische Integrale bezüglich der gebrochenen Brownschen Bewegung zu definieren.